# Zosterophyllopsida
Zosterophyllopsida o informalmente zosterófilos (del inglés zosterophylls), es un grupo extinto de plantas que se desarrolló a lo largo del Silúrico y alcanzó su máximo durante el Devónico, al final del cual desapareció. Tradicionalmente se ha dividido en dos órdenes, Sawdoniales con, a su vez, 4 familias y Zosterophyllales que contendría una única familia y todas las especies del género Zosterophyllum. Estudios recientes han puesto de manifiesto que este grupo es parafilético y por tanto las divisiones anteriores han caído en desuso y se agrupan todas las especies en el orden Zosterophyllales.

## Características
Morfológicamente las especies que constituyen este grupo presentan tallos erectos fotosintéticos de crecimiento dicótomo con un extenso sistema de estípulas cuticulares. En muchos de los géneros se ha observado crecimiento circinado en el extremo de los ejes. En su unión al sustrato desarrollan un rizoma con un sistema de rizoides muy simples.

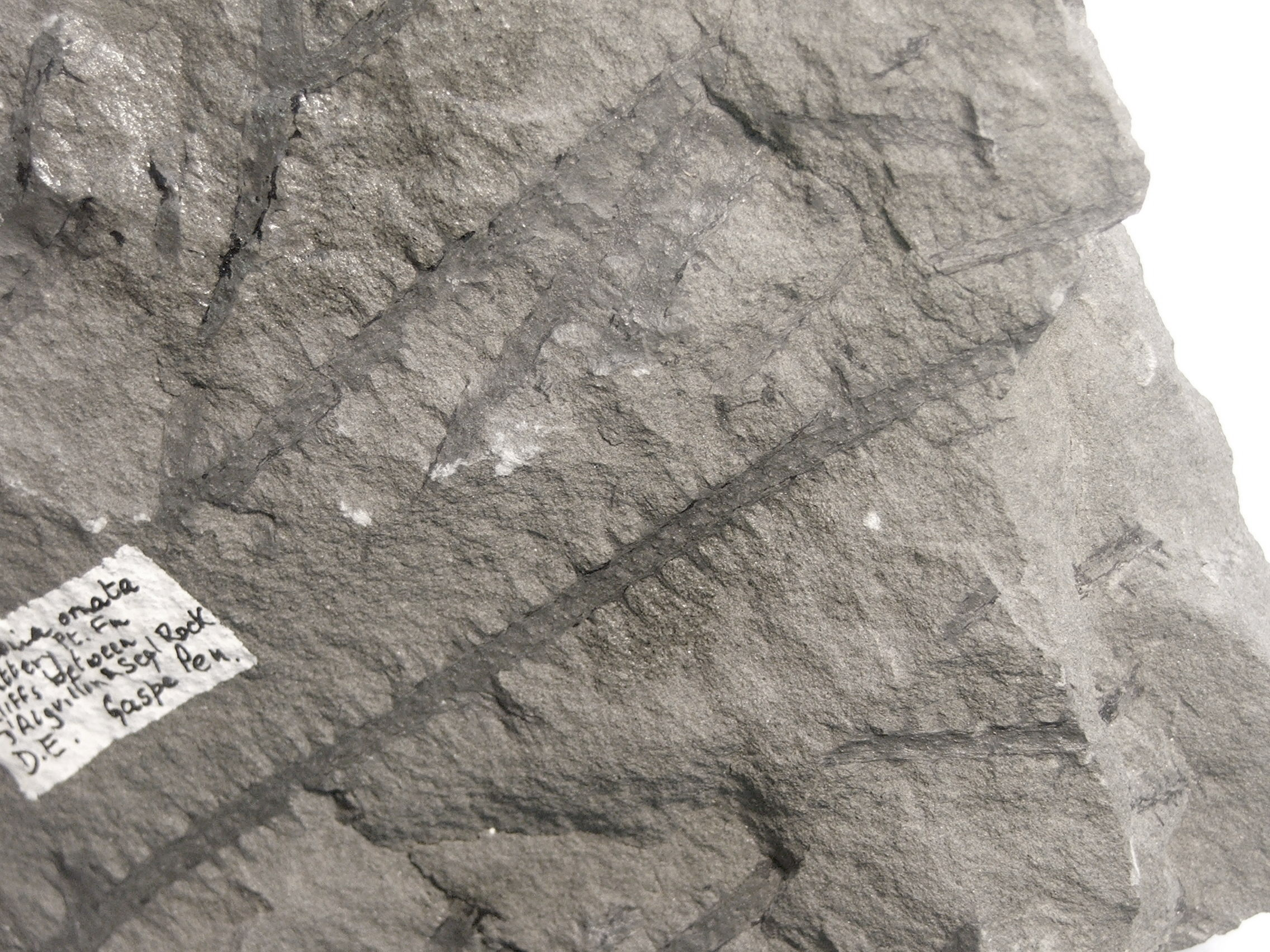
Sawdonia ornata, en la imagen se observan tallos aéreos dicótomos y las espínulas que poseían.

De entre las características que definen al grupo destaca la morfología de los esporangios, únicos en su tiempo, con forma arriñonada, inserción lateral en el eje de la planta y dehiscencia distal en la mayoría de los casos que evolucionó en algunos géneros a dehiscencia lateral (como en Crenaticaulis verruculosus). Las esporas producidas por este grupo eran triletas, lisas o escasamente decoradas y ligeramente retusoides. El tipo de estela presente es una protostela exarca, uno de los más sencillos sistemas conductores vegetales. Son características del grupo una serie de espínulas presentes en todo el tallo aéreo distribuida según diferentes patrones, con morfologías muy variadas y de una gran importancia taxonómica. Se ha señalado que la función de estas espínulas podría ser la de aumentar la superficie fotosintética del organismo.

## Filogenia
Se relaciona filogenéticamente a Zosterophyllopsida con los actuales licopodios y son varios los estudios paleontológicos han puesto de manifiesto una estrecha relación entre estas especies y lycopodiophyta. La principal de estas características es la que corresponde a los esporangios, similares en cuanto a su morfología entre los dos grupos y diferentes al de otros grupos. Las espínulas del tronco han sido también interpretadas como posibles antecesores de los micrófilos de licopodios que compartirían función.
A pesar de ser un grupo relativamente bien conocido gracias a su abundante registro fósil su relación exacta con los licopodios no ha podido ser resuelta. Recientes estudios cladísticos basados en caracteres conocidos considera que Zosterophyllopsida es probablemente un grupo parafilético donde se encontraría un núcleo principal, Zosterophyllales o Zosterophyllopsida sensu Crane et al 2004, un grupo basal, anterior en el tiempo y probablemente precursor del anterior y un grupo más reciente y probable precursor o grupo basal de los licopodios.
- Lycophyta o Lycopodiophyta
  - Hicklingia
  - Grupos basales de Zosterophyllopsida: Adoketophyton, Discalis, Distichophytum, Gumuia, Huia, Rebuchia, Zosterophyllum fertile, Zosterophyllum lianoveranum, Zosterophyllum myretonianum.
    - Zosterophyllales: Anisophyton, Barinophyton citrulliforme, Barinophyton obscurum, Crenaticaulis, Deheubarthia, Gosslingia, Hsua, Konioria, Oricilla, Protobarinophyton, Sawdonia, Serrulacaulis, Tarella, Thrinkophyton, Zosterophyllum divaricatum.
      - Grupos basales de Lycopsida: Nothia aphylla, Zosterophyllum deciduum.
      - Lycopsida

  - Incertae sedis: Ventarura lyonii, Asteroxylon mackiei